# Gare de Frontenex
Gare de Frontenex – przystanek kolejowy w Frontenex, w departamencie Sabaudia, w regionie Owernia-Rodan-Alpy, we Francji.
Jest przystankiem kolejowym Société nationale des chemins de fer français (SNCF), obsługiwaną przez pociągi TER Rhône-Alpes.

## Położenie
Znajduje się na wysokości 322 m n.p.m., na km 15,847 linii Saint-Pierre-d’Albigny – Bourg-Saint-Maurice, pomiędzy stacjami Grésy-sur-Isère i Albertville.